# Antoine Marfan (homme politique)
Pour les articles homonymes, voir Antoine Marfan et Marfan.
Antoine Marfan, né le 24 juin 1827 à Castelnaudary (Aude) et mort le 22 juillet 1898 à Castelnaudary, est un homme politique français.

## Biographie
Médecin et chirurgien à Castelnaudary, il est conseiller municipal en 1870 et maire de Castelnaudary de 1888 à 1896, conseiller général en 1871 et député de l'Aude de 1894 à 1898, siégeant avec les Républicains progressistes.

## Source
- « Antoine Marfan (homme politique) », dans le Dictionnaire des parlementaires français (1889-1940), sous la direction de Jean Jolly, PUF, 1960 [détail de l’édition]